# شهرداری مارکوفچی
شهرداری مارکوفچی (به لاتین: Municipality of Markovci) یک منطقهٔ مسکونی در اسلوونی است که در اسلوونی واقع شده‌است. شهرداری مارکوفچی ۲۹٫۸ کیلومتر مربع مساحت و ۴٬۰۰۵ نفر جمعیت دارد.